# Nadur
Nadur (forma estesa maltese In-Nadur) è una città dell'isola di Gozo nell'arcipelago maltese arricchita dalla presenza di belle baie sabbiose, agrumeti e ricche coltivazioni.

## Storia

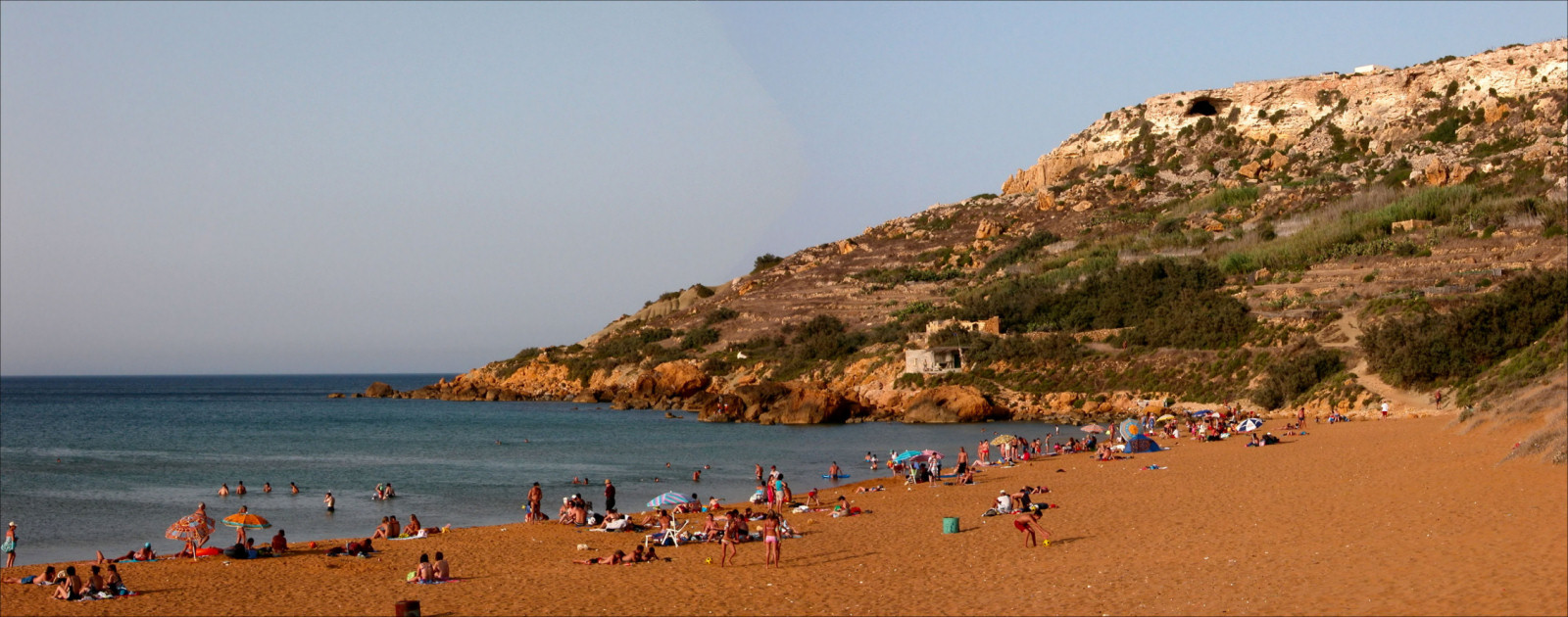
La spiazza di Ramla

La parola Nadur, che in maltese significa «stare in guardia», deriva dall'arabo nadara. Il motto della città «Vigilat» concorda con questa interpretazione.
Nadur è situata al nordest dell'isola tra Xagħra e Qala, posizionata sopra una estesa collina a circa 160 metri m s.l.m.
Non vi sono documenti o riferimenti archeologici che possando testimoniare la colonizzazione di Nadur; ciò nonostante l'altopiano e i suoi dintorni, con alcune fattorie posizionate qua e là nella campagna, esistono da molti anni prima che l'area diventasse parrocchia nel 1688.
L'unica traccia archeologica sono un buon numero di larghi monoliti piatti trovati tra San Blas Bay e Daħlet Qorrot. Secondo lo storico gozitano G. P. F. Agius de Soldanis queste strutture erano utilizzate come tempio in tempi passati.
Nadur giocò un importante ruolo difensivo per l'isola durante le invasioni dei barbari, che venivano dal mare per schiavizzare la popolazione. Durante il regno dei Cavalieri Ospitalieri il Gran Maestro Nicholas Cotoner fece costruire una torre d'avvistamento, chiamata sia «Torre di Dahlet Qorrot» sia «Torre di San Blas» per la sua posizione tra le due baie; la torre è conosciuta localmente come «Ta' Sopu Tower».
Un'altra torre identificata a Nadur è la «Ta' Kenuna Tower» costruita dall'Impero britannico verso la metà del XIX secolo, utilizzata come collegamento telegrafico tra Malta e Gozo.

## Nadur oggi

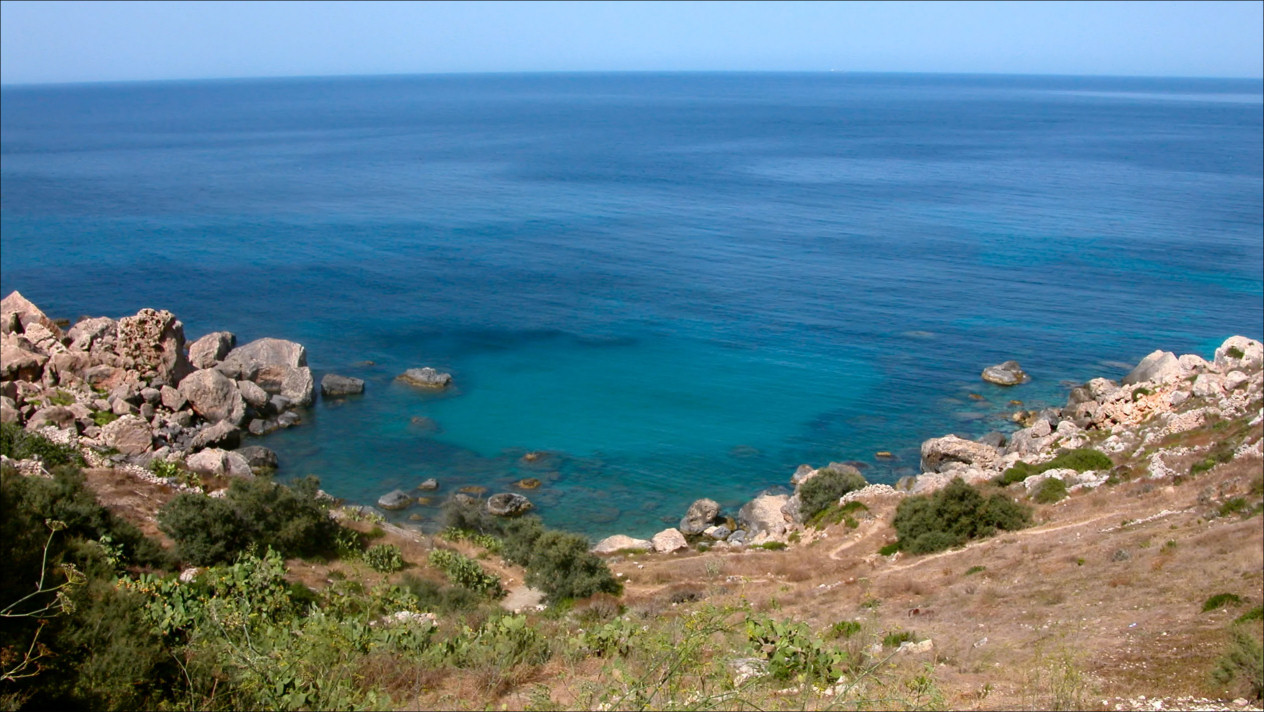
Daħlet Qorrot

Nadur ha una popolazione di circa 4 000 abitanti, che ne fanno una delle principali cittadine dell'isola. Un grande numero di nadurini emigrò negli Stati Uniti d'America, in Canada e in Australia durante la seconda guerra mondiale e molti di questi sono tornati, negli ultimi anni, chiamando le loro case col nome dei luoghi in cui abitarono all'estero.
Vi è un gran numero di agricoltori a Nadur, la maggioranza dei quali si dedica solo part-time ai campi. Dalle coltivazioni di Nadur proviene la maggior parte delle prugne, pesche, mele, arance e limoni venduti a Malta da circa 3000 anni ad oggi. Inoltre, negli ultimi anni, l'importazione dall'Italia degli olivi ha contribuito all'espansione di questa coltivazione.
Dal porto di Mġarr Nadur è raggiungibile in pochi minuti, e lo stesso vale per Victoria, tramite i bus 302 (Victoria-Xewkija-Nadur-Ramla Bay), 303 (Victoria-Xewkija-Nadur-Qala-Għajnsielem-Mġarr), 322 (Mġarr-Nadur-Xagħra-Marsalforn). Nadur offre alcune delle passeggiate più suggestive dell'isola, tra le quali quelle verso Baia di Ramla, San Blas Bay e Daħlet Qorrot. A Nadur e molto famoso il carnevale, che attira gente da Gozo, Malta e dall'Estero.

## Basilica di Pietro e Paolo

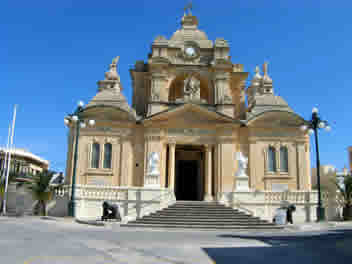
Duomo di Nadur

La costruzione dell'attuale basilica venne iniziata nel 28 settembre 1760 su progetto dell'architetto maltese Giuseppe Bonnici (1707–1779).
La ristrutturazione del 1907 portò alla costruzione delle navate, della cupola e della facciata in stile Rinascimento italiano su disegno di F.S. Sciortino.
Il soffitto, affrescato con un episodio della vita di san Pietro e san Paolo, venne realizzato da Lazzaro Pisani, mentre le decorazioni architettoniche vennero effettuate dall'italiano Pio Cellini.
Nel giugno del 1967 la basilica venne elevata al rango di basilica minore.

## Amministrazione

### Gemellaggi
- Baveno, Italia
- Cicciano, Italia,
- Zafferana Etnea, Italia,